# Гугутка
Гугутка (болг. Гугутка) — село в Болгарии. Находится в Хасковской области, входит в общину Ивайловград. Население составляет 82 человека.

## Политическая ситуация
В местном кметстве Гугутка, в состав которого входит Гугутка, должность кмета (старосты) исполняет Зекирия Хасан Емин (коалиция партий: ГЕРБ, Союз демократических сил, Земледельческий народный союз (ЗНС), ВМРО — Болгарское национальное движение, Демократы за сильную Болгарию) по результатам выборов.
Кмет (мэр) общины Ивайловград — Стефан Иванов Танев (коалиция партий: Болгарская социалистическая партия, Болгарская социал-демократия, Земледельческий союз Александра Стамболийского, политический клуб «Фракия», объединённый блок труда) по результатам выборов.